# 梅登黑德联足球俱乐部
麥登赫德聯足球會（Maidenhead United Football Club）是一支位於英格蘭梅登黑德的職業足球會，現於英格蘭足球全國聯賽作賽。

## 外部連結
- Official web site （页面存档备份，存于）
- Local paper portal
- Club sponsor
- Ladies' Standings （页面存档备份，存于）